# Ipocondrio

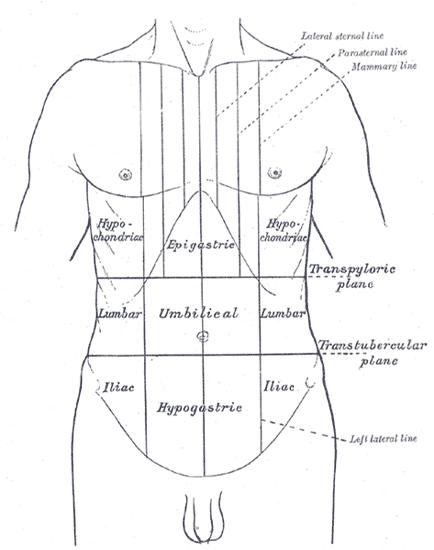
Suddivisione dell'addome in nove settori. L'ipocondrio è la parte nominata hypocondrium.

L'ipocondrio (dal greco ὑποχονδρος, sotto le coste) è una regione della cavità addominale compresa tra le arcate costali, in alto, e i fianchi, in basso, e si estende all'epigastrio in posizione latero-superiore.
Esistono un ipocondrio destro nel quadrante supero-laterale destro e un ipocondrio sinistro nel quadrante supero-laterale sinistro.
Nel destro sono posti il fegato, la cistifellea, la flessura destra del colon e una parte del rene destro; nell'ipocondrio sinistro si trovano la grande curvatura dello stomaco, la milza, una parte del rene sinistro, la coda del pancreas e la flessura sinistra del colon.